# Black Earth Rising
Black Earth Rising è una serie televisiva del 2018 scritta e diretta da Hugo Blick. La serie è una co-produzione tra BBC Two e Netflix, con BBC Two che ha trasmesso la serie nel Regno Unito dal 10 settembre 2018. Netflix ha trasmesso la serie a livello internazionale fuori dal Regno Unito il 25 gennaio 2019.

## Trama
Da bambina, Kate Ashby viene salvata dalle conseguenze terribili del genocidio in Ruanda e portata nel Regno Unito. Tuttavia, l'ombra tragica del suo passato si rivela impossibile da sfuggire.

## Episodi
| Stagione       | Episodi | Prima TV Regno Unito | Pubblicazione Italia |
| -------------- | ------- | -------------------- | -------------------- |
| Prima stagione | 8       | 2018                 | 2019                 |

## Produzione
La serie venne ordinata nel 2017 e venne girata con il titolo di produzione The Forgiving Earth. Durante le riprese in Ghana un operatore è morto durante le riprese di uno stunt automobilistico.